# チム
チㇺ(朝: 찜)は、朝鮮料理の一つで、肉や魚、貝等をソースやスープでマリネし、蒸した料理を指す。元は、シル（主にトックを作るために用いる土製の蒸し器）で調理された料理を指したが、現在では蒸した見た目の料理全般を指す。チㇺの調理法は、現在では材料を出汁の中で煮込み、水分を飛ばす方法に代わってきた。チㇺを作るのに圧力鍋もよく用いられる。
メインの具材としては、カルビ、牛のすね肉かランプ肉、鶏肉、魚、貝等が良く用いられる。材料はソースでマリネし、少量の水を加えて煮込み、水分を飛ばす。風味をよくするために、数種類の野菜やその他の材料も加える。

## 種類
- カルビチム - カルビを賽の目切りのジャガイモ、ニンジンとともにカンジャン（醤油）に漬け込んで蒸す。
- アンドンチムタク - 鶏肉と野菜、春雨をカンジャン（醤油）に漬け込んで蒸す。慶尚北道安東市の名物。
- ケランチム - 卵で作る。
- センソンチム - 魚で作る。
  - アグチム - アンコウ、エボヤ、大豆もやし、セリ等を漬け込んで蒸したものである。慶尚南道馬山市の名物である。
  - トンチム - タイを使う。
  - ウンデグチム - タラを使う。
- ジョンボクチム - アワビをカンジャン（醤油）と清酒に漬け込む。
- ドゥブチム - 豆腐を使う。
- トッポッキ - トックを使う。

## ギャラリー

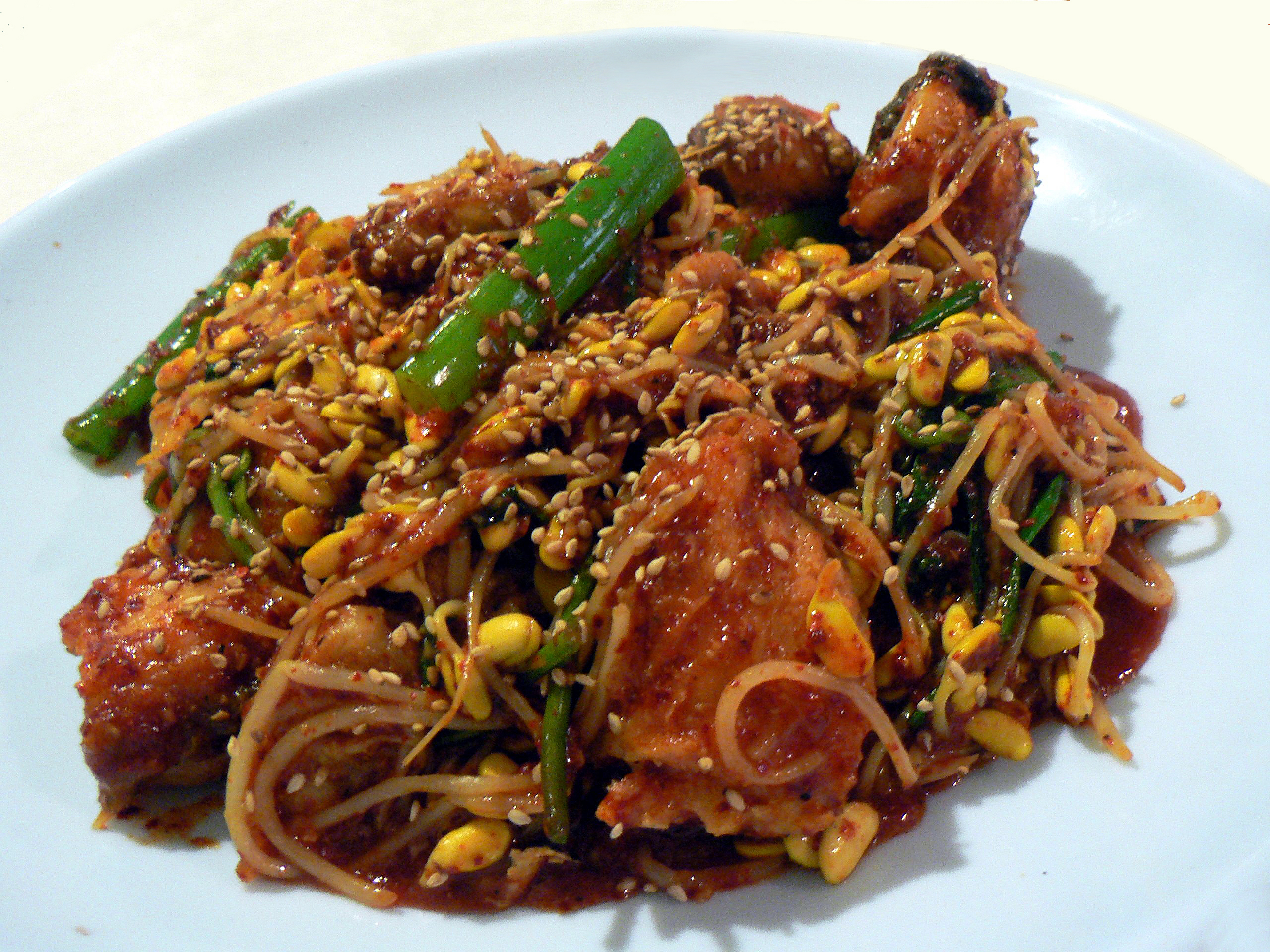
アグチㇺ
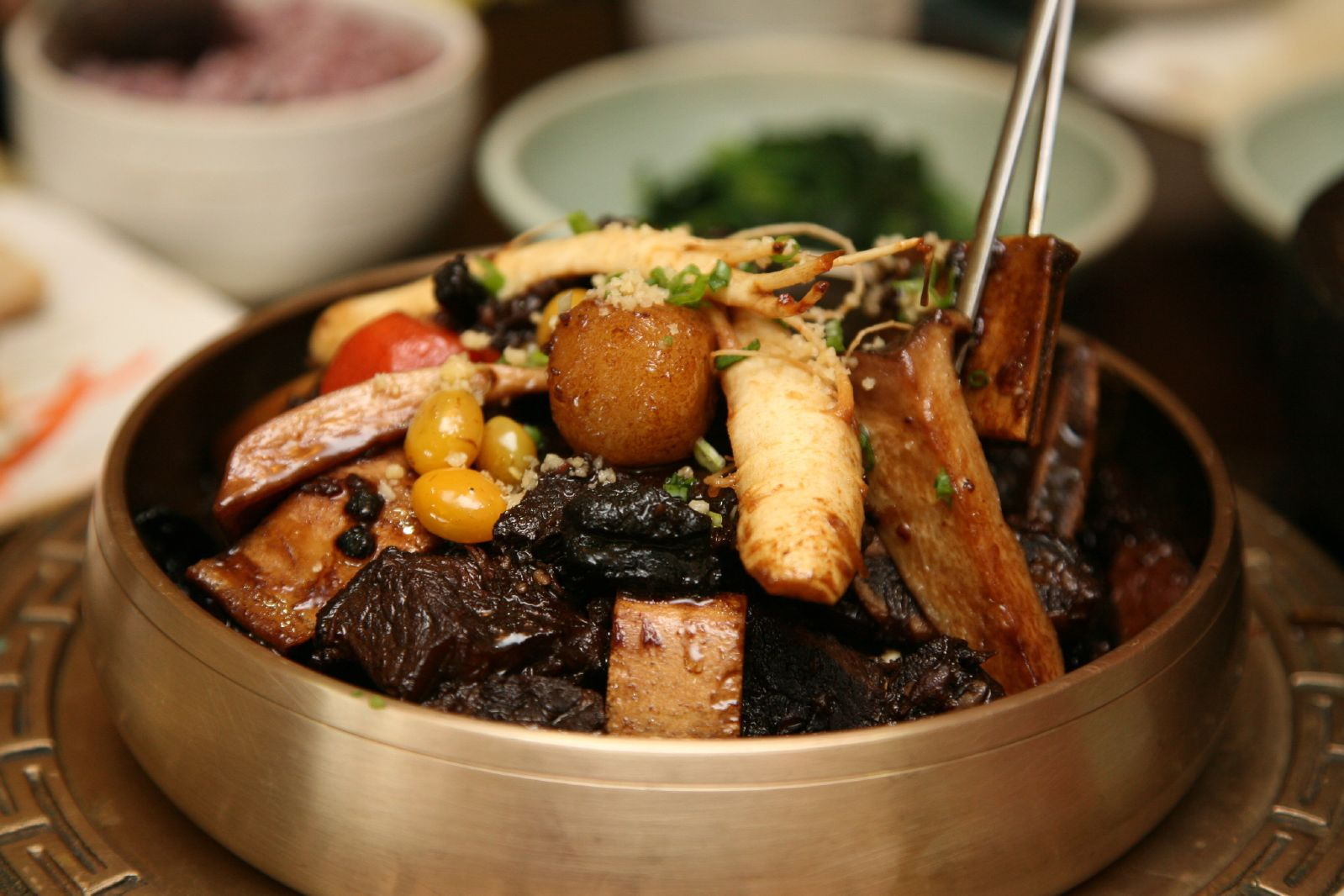
カルビチㇺ
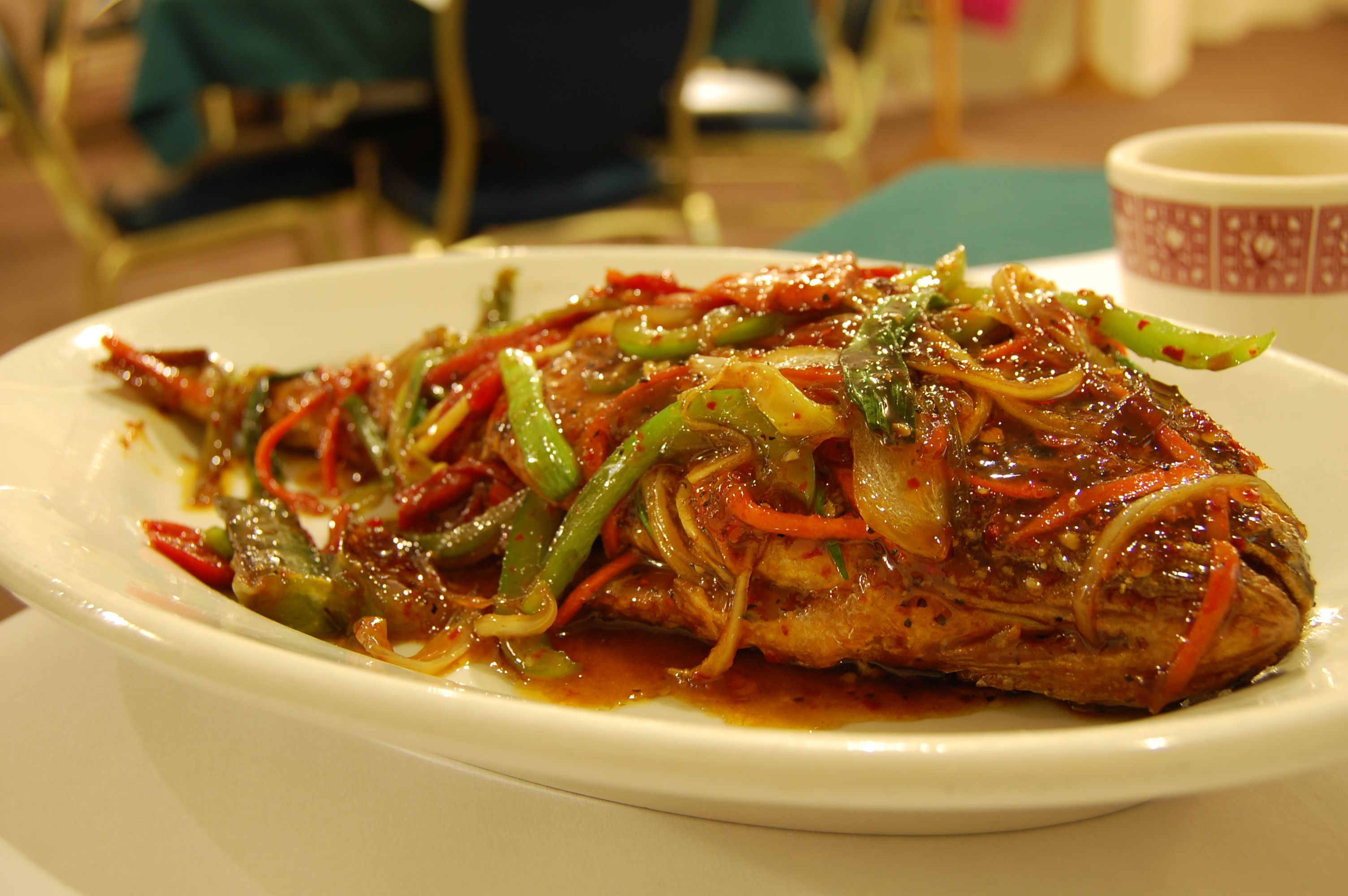
キグチのチㇺ
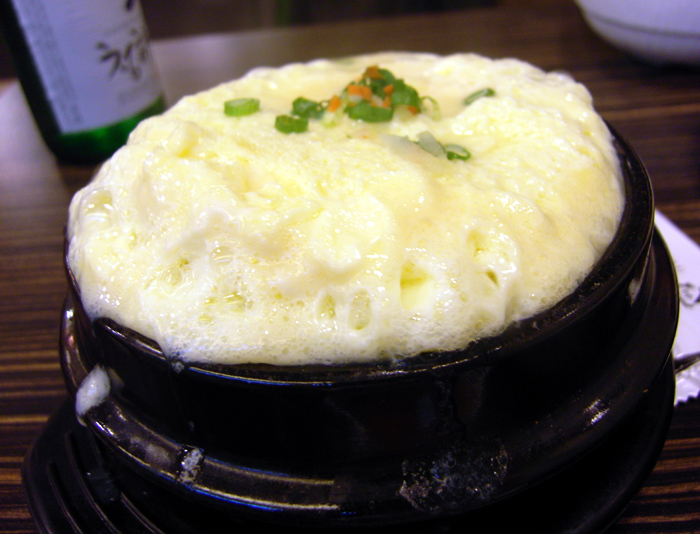
ケランチㇺ
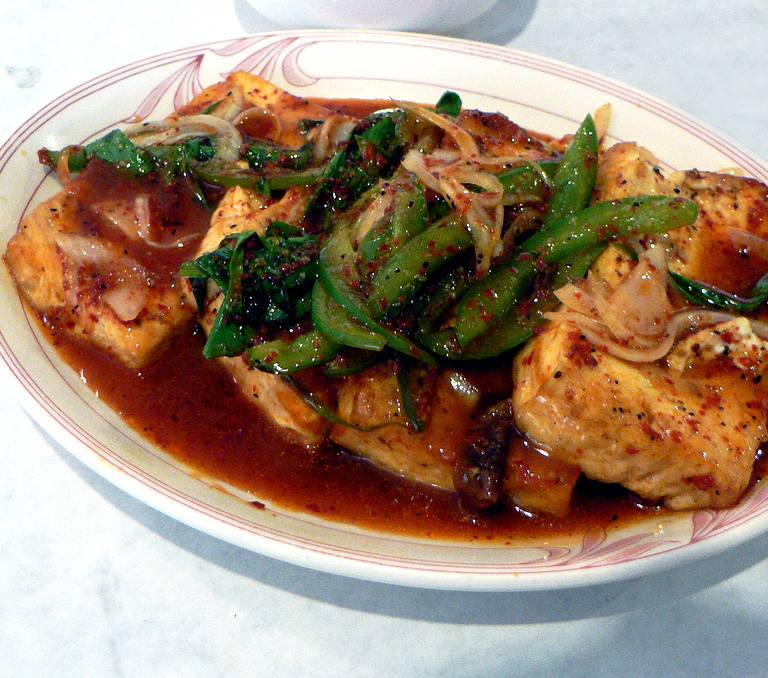
ドゥブチㇺ